# Tangara à croupion jaune
Heterospingus rubrifrons
Espèce
Statut de conservation UICN

 LC  : Préoccupation mineure
Le Tangara à croupion jaune (Heterospingus rubrifrons) est une espèce de passereaux appartenant à la famille des Thraupidae.

## Répartition
Cet oiseau vit dans le nord du Costa Rica et du Panama.